# Villa Mayor
Villa Mayor La Antigua es un barrio de Bogotá localizado hacia el centro sur del área urbana del Distrito Capital, compartida por las localidades de Antonio Nariño y Rafael Uribe Uribe.

## Límites
- Norte: Autopista NQS (barrios Los Sauces, Villa Sonia, Villa del Rosario y Santa Rita)
- Sur: Avenida Jorge Gaitán Cortés (Carreras 27 y 33, barrios Matatigres, El Claret y El Inglés)
- Occidente: Avenidas Batallón Caldas y Santa Lucía (Escuela de Cadetes General Santander), Carrera 39A (barrio Cinco de noviembre)
- Oriente: Diagonal 33 Sur (barrio San Jorge Central y Parque Metropolitano del Sur), Carrera 33 (barrio Eduardo Freí)

## Geografía
Morfológicamente el barrio es totalmente llano y presenta leves inclinaciones hacia la carrera 33 al norte. Carece de sistemas hídricos naturales que lo bañan y solo tiene en sus cercanías el Canal de Río Seco procedente del barrio Bravo Paéz y termina en el río Fucha en el barrio San Eusebio al norte.
Administrativamente el barrio está dividido en dos sectores: Villa Mayor Occidental o Villa Mayor Nueva (de menor extensión), pertenece a la UPZ 39 de Quiroga en la Rafael Uribe Uribe y Villa Mayor Oriental o Villa Mayor Antigua (de mayor extensión) administraciones han querido ponerle nombres fraudulentos al barrio pero nunca han podido como lo es con ciudad villa mayor. pero vecinos han mantenido la identidad del barrio manteniendo su nombre originario, pertenece a la UPZ 38 de Restrepo en Antonio Nariño, siendo el límite de ambas localidades la Carrera 33.

## Historia
El barrio fue construido por el empresario Luis Carlos Sarmiento Angulo en la década de 1980 como parte de la necesidad de organizar la expansión de viviendas en Bogotá.

## Acceso y vías
Las vías más importantes del barrio son
- Autopista NQS
- Avenida Batallón Caldas
- Avenida Quiroga (Calle 37 Sur)
- Avenida Jorge Gaitán Cortés
- Transversal 39

La movilidad y el transporte público es porporcionado por el sistema TransMilenio con la estación NQS Calle 38 A Sur en la parte norte del barrio por la Autopista NQS, también algunos buses de servicio colectivo y taxis. Por el barrio vecino de Matatigres se pueden abordar la mayoría de buses y busetas que tienen ruta por la NQS y la Carrera 27. Como alternativa ecológica se dispone de la cicloruta, que es tangente al barrio por el sector norte y paralela a la Autopista.

## Actividades socioeconómicas
Villa Mayor es un barrio residencial con algunos desarrollos comerciales muy consolidados. De estrato 3, además del Centro comercial Centro Mayor, dispone de locales de productos y servicios minoristas localidadas en la Avenida Quiroga, la Carrera 33 y la Calle 38 sur.

## Sitios de interés
Para las eventos sociales, fiestas, presentaciones artísticas y culturales el barrio cuenta con el Salón Comunal y el Teatro respectivamente. El teatro fue remodelado en el año de 2013, mejorando los asientos y reforzando el escenario. Por su parte se encuentra el Centro comercial Centro Mayor, inaugurado en marzo de 2010.
En cuanto a parques, el barrio cuenta varios de ellos frecuentados por sus habitantes
- Parque 2 Villa Mayor la Nueva En el parque está la única escuela de Futbol de Villa Mayor la Nueva, la escuela Carlos Sierra utilizando el parque los sábados y domingo, el parque también cuenta con cancha de Basketball y Futbol de cemento, zonas verdes y zona de juegos para niños remodelado en el 2021

- Parque Zonal Villa Mayor: Es el parque más extenso del barrio, cuenta con amplias zonas verdes, canchas de baloncesto, microfútbol, hockey, tenis y fútbol. Además de una zona extensa para recreación pasiva, construida sobre lo que algún día fue el cementerio de fosas comunes o de los NNs.

- Parque de las Llantas: Junto al colegio Liceo Moderno Walt Whitman, debe su nombre a que antes de su remodelación en el año 2002 la atracción principal del parque era un camino de llantas para los niños, el parque cuenta con cancha múltiple, zona de juegos para niños y zonas verdes.

- Parque de Tubos. Llamado así porque durante la construcción inicial hacia 1985 los equipamientos infantiles y de recreación para la comunidad que lo integraban, estaban elaborados en tubos de acero galvanizado que sobresalían como elementos principales.

- Parque del Tiíto. Llamado así por un supermercado que existió allí hasta los años 2000 que vendía víveres a la comunidad y se llamaba "EL TIÍTO".

- Parque del Psicopedagógico: Llamado así por los vecinos del barrio debido a su ubicación junto al colegio Psicopedagógico de Villa Mayor, cuenta con cancha múltiple, zona de juegos para niños y zonas verdes. También ha sido denominado "Parque de la Esmeralda" debido a una tienda de venta de víveres y licores que existió allí.

En lo religioso, los habitantes del barrio cuentan con la parroquia Jesucristo Nuestra Pascua.

## Educación
Dentro del barrio se encuentran tres colegios, el Psicopedagógico de Villa Mayor, Gimnasio Nueva Villa Mayor y el Liceo Moderno Walt Whitman.